# José Quetglas Rubio
José Quetglas Rubio (nascut a Alacant) és un maquillador valencià, guanyador diverses vegades del Goya al millor maquillatge i perruqueria. Volia treballar com a director de cinema, però finalment va debutar en el món del maquillatge cinematogràfic el 1971 a la producció internacional Nicolau i Alexandra. Després va treballant un temps com a maquillador de Sara Montiel, i també maquillaria actrius com Brigitte Bardot i Claudia Cardinale. Ha guanyat set vegades el Goya al millor maquillatge i perruqueria: el 1995 amb El día de la bestia, el 1997 amb Perdita Durango, el 1999 amb Goya en Burdeos, el 2006 amb El laberinto del fauno, el 2008 amb Mortadelo y Filemón: Misión salvar la Tierra, el 2010 amb Balada triste de trompeta i el 2014 amb Musarañas. Va ser nominat al Goya el 1998 per Los años bárbaros, el 2000 per La comunidad, el 2007 per El corazón de la tierra i el 2008 per La conjura de El Escorial.
Amb El laberinto del fauno va guanyar un Premi BAFTA i un Premi Ariel al millor maquillatge.

## Filmografia
- 2019: Hospital Valle Norte
- 2018: Sabuesos
- 2018: Vivir sin permiso
- 2017: Perfectos desconocidos
- 2017: El incidente
- 2016: Víctor Ros
- 2016: El Caso. Crónica de sucesos
- 2014: Torrente 5: Operación Eurovegas
- 2014: Musarañas
- 2014: 2 francos, 40 pesetas
- 2013-2014: El tiempo entre costuras
- 2010: El Gran Vázquez
- 2010: Balada triste de trompeta
- 2008: Mortadelo y Filemón. Misión: Salvar la Tierra
- 2007: El hombre de arena
- 2007: El rey de la montaña
- 2006: La caixa Kovak
- 2006: El laberinto del fauno
- 2005: Torrente 3: El protector
- 2004: Crimen ferpecto
- 2003: El oro de Moscú
- 2001: Tuno negro
- 2001: Torrente 2: Misión en Marbella
- 2000: La comunidad
- 2000: El arte de morir
- 1999: El corazón del guerrero
- 1999: Goya en Burdeos
- 1999: Cuarteto de La Habana
- 1998: Resultado final
- 1998: Los años bárbaros
- 1998: Una pareja perfecta
- 1997: Perdita Durango
- 1996: Tranvía a la Malvarrosa
- 1996: Perdona bonita, pero Lucas me quería a mí
- 1994-1995: ¡Ay, Señor, Señor!
- 1995: El día de la bestia
- 1993: Celia
- 1991: La viuda del capitán Estrada
- 1991: Sandino
- 1989: La noche oscura
- 1989: Amanece, que no es poco
- 1988: Viento de cólera
- 1988: El Dorado
- 1986: El viaje a ninguna parte
- 1985: Luces de bohemia
- 1984: Ojos de fuego
- 1984: Akelarre
- 1984: La conquista de Albania
- 1982: Nacional III
- 1982: Asesinato en el Comité Central
- 1981: Cervantes
- 1981: Patrimonio nacional
- 1980: El crimen de Cuenca
- 1978: El diputado
- 1978: El huerto del Francés
- 1977: El transexual
- 1971: Nicolau i Alexandra